# 天王寺 (长子)
36°07′01″N 112°52′33″E / 36.11694°N 112.87583°E
天王寺位于中华人民共和国山西省长治市长子县城内南大街。2006年列为第六批全国重点文物保护单位。

## 历史
天王寺始建于唐永徽年间，历代均有修葺。元代大修，明天顺、清雍正年间重修，乾隆年间大修。1949年后曾改为粮库。

## 建筑
天王寺原有弥勒大悲殿、观音殿、关圣殿、准提殿、广生殿、给孤殿、地藏十王殿、照壁、石塔、钟鼓楼等，现仅存中殿和后殿，均为金代遗构。
中殿面阔三间，进深六椽，单檐歇山顶，柱头斗栱为五铺作单杪单下昂，柱头卷杀显著，上置硕大的栌斗，为现存金代作品的典型之作。梁架结构为六椽栿通达前后檐。
后殿面阔五间，进深四椽，单檐悬山顶，梁架结构为四椽栿对后乳栿通檐用四柱。前檐斗拱包于砖内不可见。

## 保护
1982年3月，天王寺公布为第一批长子县文物保护单位。		
2006年5月25日，天王寺由中华人民共和国国务院公布为第六批全国重点文物保护单位，编号6-396 。